# アンガス・ブラント
アンガス・ブラント（Angus Brandt、1989年10月26日 - ）は、オーストラリアのプロバスケットボール選手。B.LEAGUEのベルテックス静岡所属。ポジションはセンター。

## 経歴
ニューサウスウェールズ州シドニー生まれで、ブルーマウンテンズ地区のスプリングウッドで育ち、高校はブラックスランドに通った。2008年、アメリカ合衆国イリノイ州レイクフォレストのレイクフォレストアカデミーに進学。2009年、オレゴン州立大学に進学。2012年に右膝を負傷して手術したことで2013-14シーズンまでオレゴン州立大学に所属した。

### プロキャリア
2014年、オーストラリアNBLのシドニー・キングスに入団。NBL開幕前にワラタリーグ（ニューサウスウェールズ州のセミプロリーグ）のペンリス・パンサーズで兄のルイスとともにプレーした。NBL2014-15シーズンのルーキー・オブ・ザ・イヤーを受賞した。NBL2015-16シーズン終了後、2016年2月23日、リトアニア・LKLのBCネプトゥーナスに入団し、シーズン終了まで在籍。
2016年5月、NBLのパース・ワイルドキャッツに入団。2016-17シーズンと2018-19シーズンにNBL優勝メンバーとなった。また、NBLのオフシーズンの2018年と2019年に、ニュージーランドNBLのホークスベイ・ホークスでプレーした。NBL2018-19終了後の2019年6月に中国NBLの武漢に加入。7月20日、イタリアのピストイア・バスケット2000に移籍し、コロナウイルスの影響で2019-20シーズンが中止となるまでプレーした。

#### 日本
2020年8月、ジャパン・プロフェッショナル・バスケットボールリーグ（B1）の滋賀レイクスターズと契約した。56試合で平均11.9得点、8.6リバウンド、3.3アシストを記録した。
2021年6月、B2の香川ファイブアローズに移籍した。
2023年9月11日に茨城ロボッツへ移籍した。茨城では28試合に出場し、平均約25分の出場時間で8.2得点、7.6リバウンドの成績を残したが、シーズン途中の2024年1月9日に契約満了となった。
2024年1月12日に信州ブレイブウォリアーズと契約を結んだ。
2024年6月21日、ベルテックス静岡への加入が発表された。

### ナショナルチーム
2011年夏季ユニバーシアードに出場。2017年、バスケットボールオーストラリア代表に選出され、2017年FIBA男子アジアカップと2018年コモンウェルスゲームズで優勝した
2022年2月、香川でのチームメイトのリース・ヴァーグとともに2023年FIBAバスケットボール・ワールドカップアジア予選Window2（沖縄）に出場するバスケットボールオーストラリア代表に選出された。